# Nyamisuri
Nyamisuri är ett periodiskt vattendrag i Burundi.   Det ligger i provinsen Ruyigi, i den östra delen av landet, 130 km öster om huvudstaden Bujumbura.
Omgivningarna runt Nyamisuri är en mosaik av jordbruksmark och naturlig växtlighet. Runt Nyamisuri är det ganska tätbefolkat, med 155 invånare per kvadratkilometer.